# Fernand Lepage
Fernand Marie Gustave Edmond Lepage (Geraardsbergen, 16 december 1905 - Brussel, 16 februari 1996) was een Belgisch magistraat en hoofd van de Geheime Dienst tijdens de Tweede Wereldoorlog.

## Levensloop
Lepage was de zoon van Edmond Lepage en Leona Doutreligne. Het gezin bracht de Eerste Wereldoorlog door als vluchtelingen in Engeland en Lepage deed lagere en middelbare studies in Engelse scholen. Na 1918 waren ze weer in België.
Na zijn doctoraat in de rechten te hebben behaald aan de ULB, werd Lepage eerst advocaat en vervolgens substituut en eerste substituut van de procureur des Konings in Brussel. Hij trouwde in 1934 met de eveneens in Geraardsbergen geboren Marie-Josèphe Brocorens (1910-1986) en ze hadden twee dochters en een zoon.
In 1940 was hij korte tijd substituut bij de auditeur generaal aan het Krijgshof, belast met het optreden in gevallen van schending van de uitwendige veiligheid van de Staat. Hij volgde de regering naar Frankrijk in mei 1940 en vertrok in juni, samen met Frédéric Dumon, via Lissabon naar Londen waar ze in november arriveerden. Ook zijn vrouw en zijn twee kinderen kon hij naar Londen doen overkomen. Een derde kind werd in 1942 in Reigate geboren. 

## Staatsveiligheid
Lepage kwam op 5 november in Londen aan. Hij had al vooraf, vanuit Lissabon zijn diensten aangeboden bij de adjunct-kabinetschef van de eerste minister en hem een voorstel van werking van een geheime dienst overgemaakt. In essentie schreef hij: De inlichtingendienst die ik op het oog heb zal zich niet in de eerste plaats richten op het verzamelen van militaire inlichtingen. De opdracht zal veel omvangrijker en ook veel delicater zijn, met name dagelijks alle elementen bijeenbrengen die de regering zullen in de mogelijkheid stellen een diagnose te maken over de staat waarin België zich bevindt en hoe het gesteld is met zijn inwoners, met de bezetter, met de vijanden en met de vrienden van het land.
Deze sollicitatie en het feit dat niemand anders beschikbaar was dan deze jonge magistraat met weinig of geen ervaring in geheime oorlogvoering, maakten dat Lepage onmiddellijk aan het hoofd werd gesteld van een nog onbestaande Belgische Dienst voor de Staatsveiligheid, onder de voogdij van de minister van Justitie. Zijn benoeming op 19 november vermeldde hem als 'administrateur ad interim'. Een interim die vier jaar zou duren. De opdracht was duidelijk: binnen de clandestiniteit van het verzet de contacten met het bezette land herstellen en alle initiatieven van strijd tegen de bezetter stimuleren of doen ontstaan en in goede banen leiden. Hij begon aan het uitbouwen van verschillende afdelingen:
- Inlichtingendienst. Dit was de eerste dienst die operationeel was en zich moest inlaten met het verkrijgen van informatie uit België. Dit hield onder meer ook in dat die informatie moest kunnen verstuurd worden in beide richtingen. Tegen het einde van de oorlog waren 27 radioposten geïnstalleerd over gans België. De verkregen informatie werd gedeeld met de Britse geheime diensten, de Secret Intelligence Service, met wie de relaties, zeker in hoofde van Lepage, uitstekend waren.
- Politieke oorlogvoering. Dit betekende propaganda voeren in België, onder meer via de uitzendingen op de BBC. Via het netwerk 'Socrates' werden fondsen verdeeld om het verzet te financieren en de werkweigeraars te betoelagen. Er werd ook gewerkt, onder de naam 'Samoyède' aan de voorbereiding van de nationale radio, eenmaal het land bevrijd zou zijn.
- Evacuatie. Ontsnappingslijnen werden georganiseerd en acties op het getouw gezet om verantwoordelijken en verzetslui tussen België en Engeland te laten circuleren. Zowel voor de koerierdiensten in beide richtingen als voor het overbrengen van personen rekende men in Londen op verschillende 'antennes', die zich bevonden in Lissabon, in Barcelona, San Sebastian en Madrid, in Stockholm en in Zwitserland.
- Actie. Vanaf december 1942 werd méér aandacht besteed aan het organiseren van sabotagedaden en aan gewapende weerstand.
- Staatsveiligheid. De eigenlijke corebusiness van de Dienst bestond verder uit: contraspionage - ondervragingen en 'debriefings' - gerechtelijke onderzoeken - bewaking van Belgen in het buitenland - verzamelen van documentatie over de collaboratie met de vijand in het bezette land.

Veel hiervan diende op het terrein te worden afgesproken en gerealiseerd door het Verzet in België. Dit was ver van eenvoudig. Alles diende uiteraard geheim te gebeuren. Initiatieven ontstonden in gespreide orde. Sommige verzetsgroepen leden onder inwendige verdeeldheid of werden door de Duitsers ontmanteld of opgerold, zodat telkens moest worden herbegonnen.
De activiteiten van Lepage werden vaak bemoeilijkt. Hij kreeg niet altijd steun van eerste minister Pierlot en van minister van buitenlandse zaken Spaak. De eerste vreesde dat Lepage te zeer aan de hand liep van de Britse geheime diensten, de tweede vreesde het inzetten van ambassadepersoneel in sommige buitenlandse ambassades. Een andere moeilijkheid bestond in de conflicten met het Tweede Bureau of geheime dienst van het Leger, met wie er concurrentie bestond over wie de bestemmeling moest zijn van de informatie die uit België kwam en wie beroep kon doen op de Britse Special Operations Executive voor het organiseren van acties (onder meer vliegtuigreizen en droppings) naar het bezette land. Er waren dan ook nog de disputen binnen de dienst, waar hoofden van een afdeling tendens hadden om zich van Lepage weinig aan te trekken of om onderling strijd te voeren. Daarbij kwam dat Lepage een nogal gesloten karakter had en met sommige van zijn medewerkers moeilijke relaties had. 
Vanaf juni 1943 werd Lepage geflankeerd door William Ugeux, uit België ontsnapt, die directeur-generaal werd van een hervormde directie 'Inlichtingen en Actie'. Ugeux, van christendemocratische strekking, was een goede bekende van Pierlot en die benoemde hem om tegengewicht te vormen voor de liberaal Lepage die hij te nauw gelieerd achtte met de Britse diensten. Kort daarop, vanaf einde juli 1943, werd Lepage dan ook nog overvleugeld door de in Londen gearriveerde Walter Ganshof van der Meersch die tot Hoog Commissaris voor de Staatsveiligheid werd benoemd. Een voordeel was dat Ganshof zowel boven de Staatsveiligheid als boven het Tweede Bureau stond en hij de disputen tussen beide kon arbitreren en bijleggen.

## Na de Bevrijding
Na de Bevrijding bracht Lepage onmiddellijk zijn diensten over naar Brussel. Zoals vele van de Londense medewerkers die aan een nieuwe carrière begonnen of hun vroegere activiteiten hernamen, verliet hij snel de Dienst en werd vanaf november 1944 opgevolgd door Paul Bihin. Hij hernam zijn loopbaan in de magistratuur en werd benoemd tot advocaat-generaal bij het hof van beroep in Gent. Vervolgens werd hij staatsraad bij de in 1947 opgerichte Raad van State, waar hij zijn loopbaan eindigde als eerste voorzitter.
Lepage was voorzitter van het Nationaal Werk van de Oud-strijders en Oorlogsslachtoffers en Voorzitter van de Vereniging van de Leopoldsorde.
In 1976 werd hij in de erfelijke adelstand opgenomen met de persoonlijke titel van baron.